# Yegāneh
Yegāneh (persiska: يِكانِه, Yekāneh, یگانه) är en ort i Iran.   Den ligger i provinsen Hamadan, i den nordvästra delen av landet, 270 km väster om huvudstaden Teheran. Yegāneh ligger 1 819 meter över havet och antalet invånare är 427.
Terrängen runt Yegāneh är kuperad åt sydost, men åt nordväst är den platt. Runt Yegāneh är det ganska tätbefolkat, med 185 invånare per kvadratkilometer. Närmaste större samhälle är Āzādshahr, 6,4 km väster om Yegāneh. Trakten runt Yegāneh består i huvudsak av gräsmarker.